# Alaplap

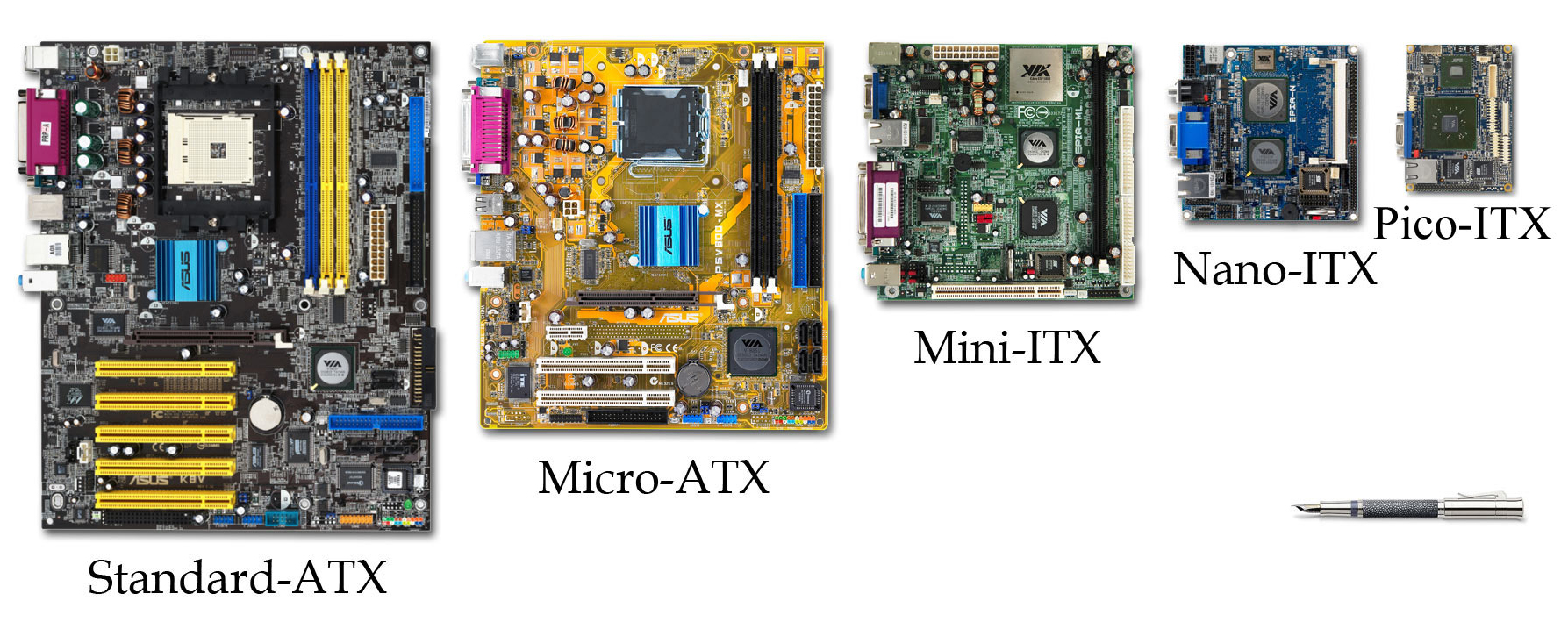
ATX típusú Alaplap méretek

Az alaplap a központi vagy elsődleges áramköri lapkája egy számítógépes rendszernek vagy más összetett elektronikai rendszernek.
A számítógép elektronikus elemei az alaplapra vagy alapkártyára vannak építve. Az alaplap egy többrétegű nyomtatott áramköri lap, amelyen az egyes elemek fogadására több különböző méretű és alakú csatlakozó, illetve néhány előre beépített eszköz helyezkedik el. Ezek az elemek, illetve a kialakított csatlakozók meghatározzák, hogy az alaplap milyen processzortípust támogat, milyen frekvencián dolgozik, mekkora a RAM memóriája és frekvenciája, hány és milyen típusú bővítőkártya hely található rajta, milyen a bővítőkártyákon lévő memória típusa és maximális mérete, milyen módon lehet perifériás eszközöket, például merevlemezt vagy optikai lemez meghajtót csatlakoztatni, stb. Az alaplapon olyan csatlakozók is találhatók, amelyek a „külső” hardverek csatlakoztatását teszi lehetővé: tápkábel, billentyűzet, egér, hangszórók, USB eszközök, gombakkumulátor helye a CMOS számára. Ugyancsak ide kapcsolódnak a számítógép előlapján található jelzőfények érintkezői, a házon található kapcsolók, stb.
A legtöbb mai PC-n az alaplapra rögzíthető (azaz nem beépítve található) a mikroprocesszor, a RAM memória, a Videókártya, és egyéb bővítőeszközök a megfelelő foglalatokon, síneken, csatlakozókon. Az ATX szabványú számítógép-házak elterjedésével, és sikerével összhangban a legtöbb külső (a gép házán kívül található) csatlakozó egy meghatározott méretű és helyzetű úgynevezett hátlapi csatlakozóra került. Itt a legtöbb esetben a következőket találjuk:

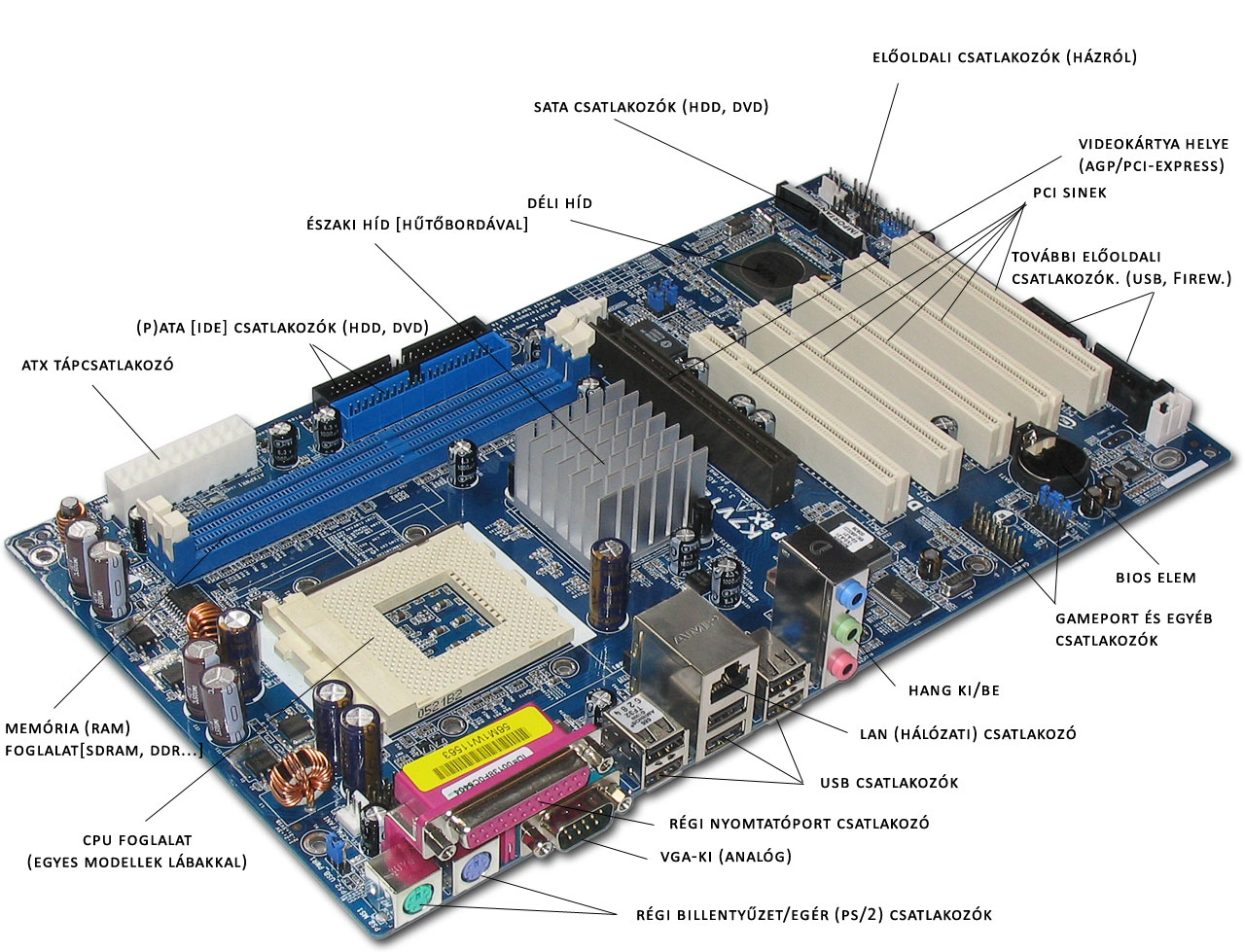
Az alaplap részei

- 2 PS/2 csatlakozó (zöld az egérnek, lila a billentyűzetnek)
- 2-4 (vagy több) USB 1.1/2.0/3.0/3.1(Type-C) csatlakozó
- 3 vagy több 3,5 mm-es jack hangszóró kimenet(ek), vonali bemenet (line-in) és mikrofon (mic) bemenet
- integrált VGA esetén D-SUB, és/vagy DVI és/vagy HDMI és/vagy Display Port
- integrált hálózati kártya esetén általában 1 db RJ-45 UTP csatlakozó
- régebbi alaplapokon előfordul 1 db párhuzamos nyomtatóport, 1 vagy 2 db soros port

A számtalan típusban létező gépházak elülső csatlakozói (főleg USB, és általában szabványos 3,5 mm-es jack hang ki- és bemenetek) kábelekkel csatlakoznak az alaplapra.
Az alaplapokon általában megtalálható elemek:
- processzorfoglalat (általában egy, néha több processzor számára) esetleg maga a processzor,
- RAM memóriahelyek,
- ROM BIOS (csak olvasható memória, amely tápfeszültség nélkül is megőrzi tartalmát),
- lapkakészlet (a memóriavezérlőt, a háttértárak illesztését és kezelését végző vezérlőt, a PCI-hidat, a valós idejű órát, a közvetlen memória-hozzáférést irányító DMA-vezérlőt, az infravörös átvitelre szolgáló kapu vezérlőjét, a billentyűzetvezérlőt, az egérvezérlőt stb. tartalmazza),
- akkumulátor vagy elem (a gép kikapcsolt vagy áramtalanított állapotában is működő órát és a CMOS RAM-ot látja el energiával),
- CMOS RAM (statikus memória),
- bővítőkártya foglalatok,
- belső és külső csatlakozók,
- feszültségkonvertálók és -stabilizálók,
- áthidaló kapcsolók (jumperek), állapotjelző LED-ek stb.

## Galéria

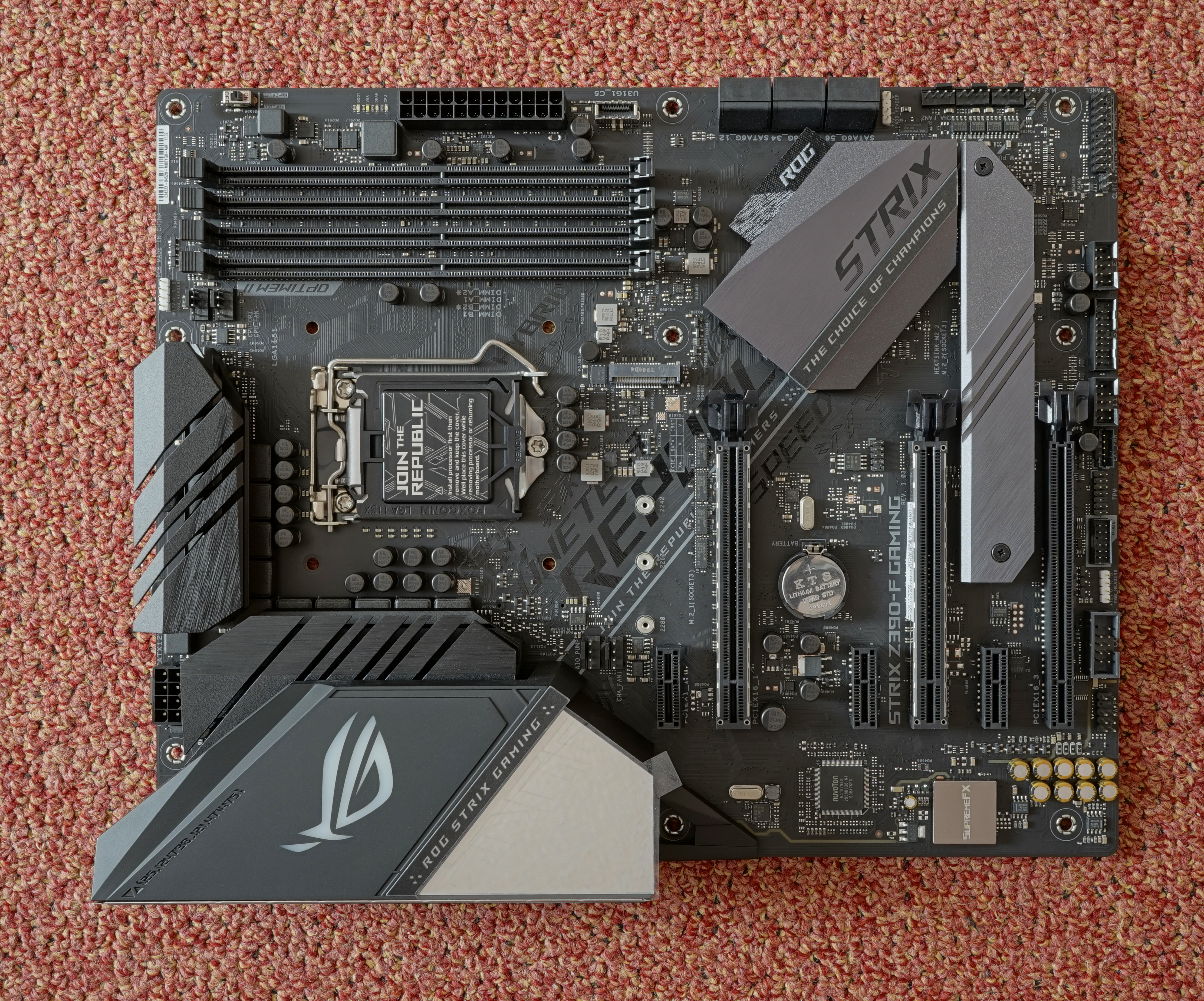
Modern játékok futtatására alkalmas alaplap, rengeteg régi csatlakozó nem található meg rajta
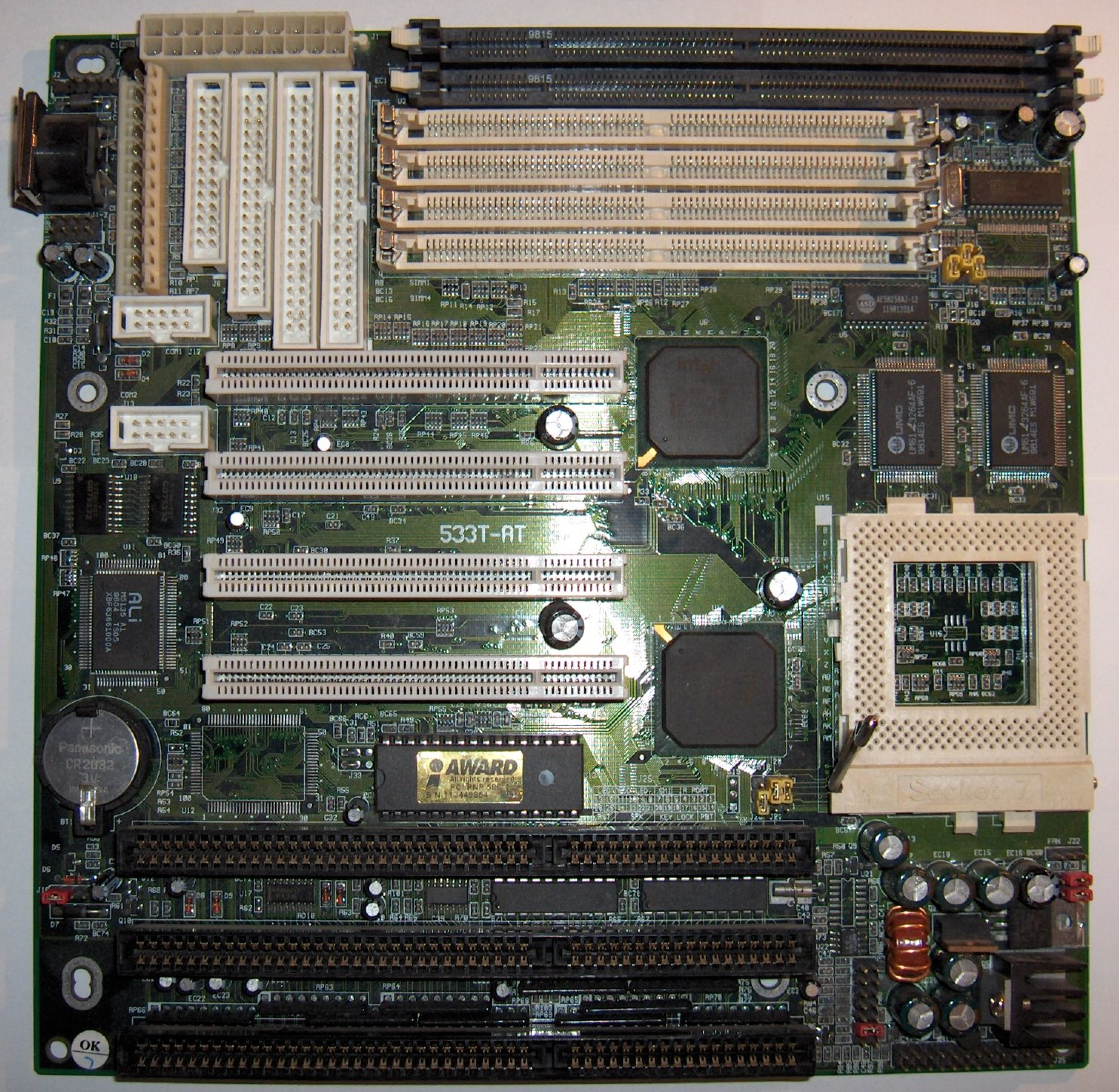
Pentium kompatibilis, Socket 7 típusú alaplap
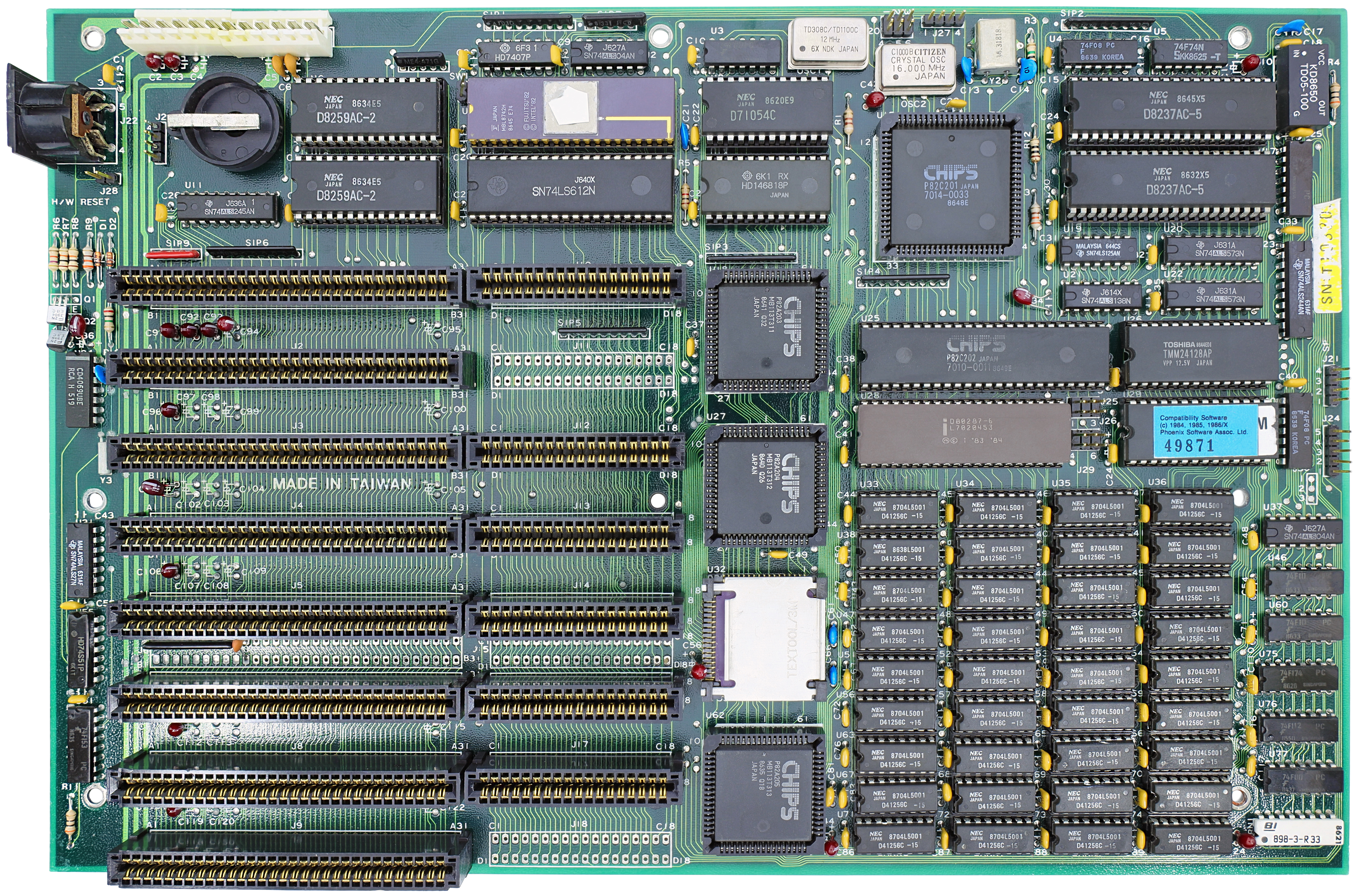
286-os alaplap
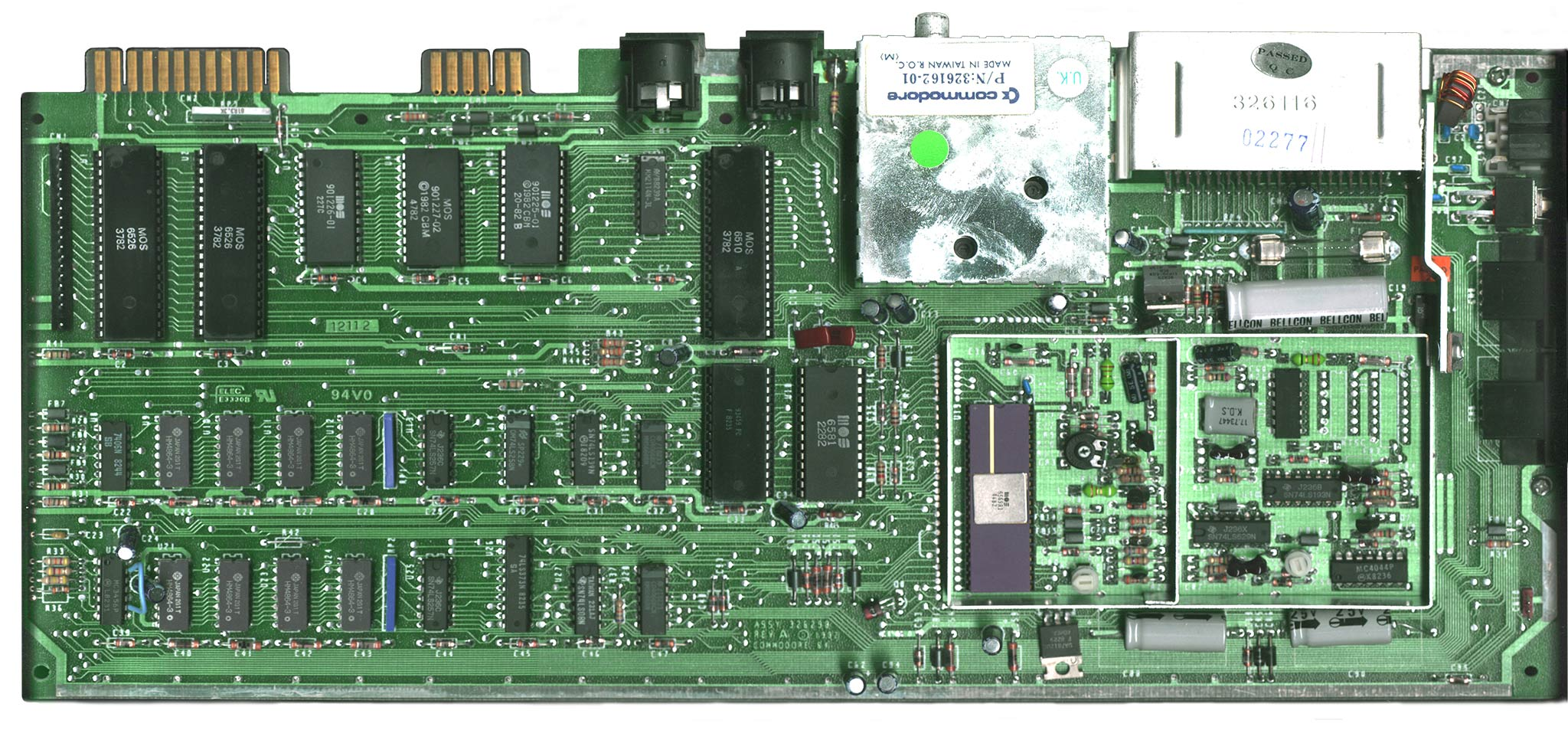
Commodore 64 alaplap
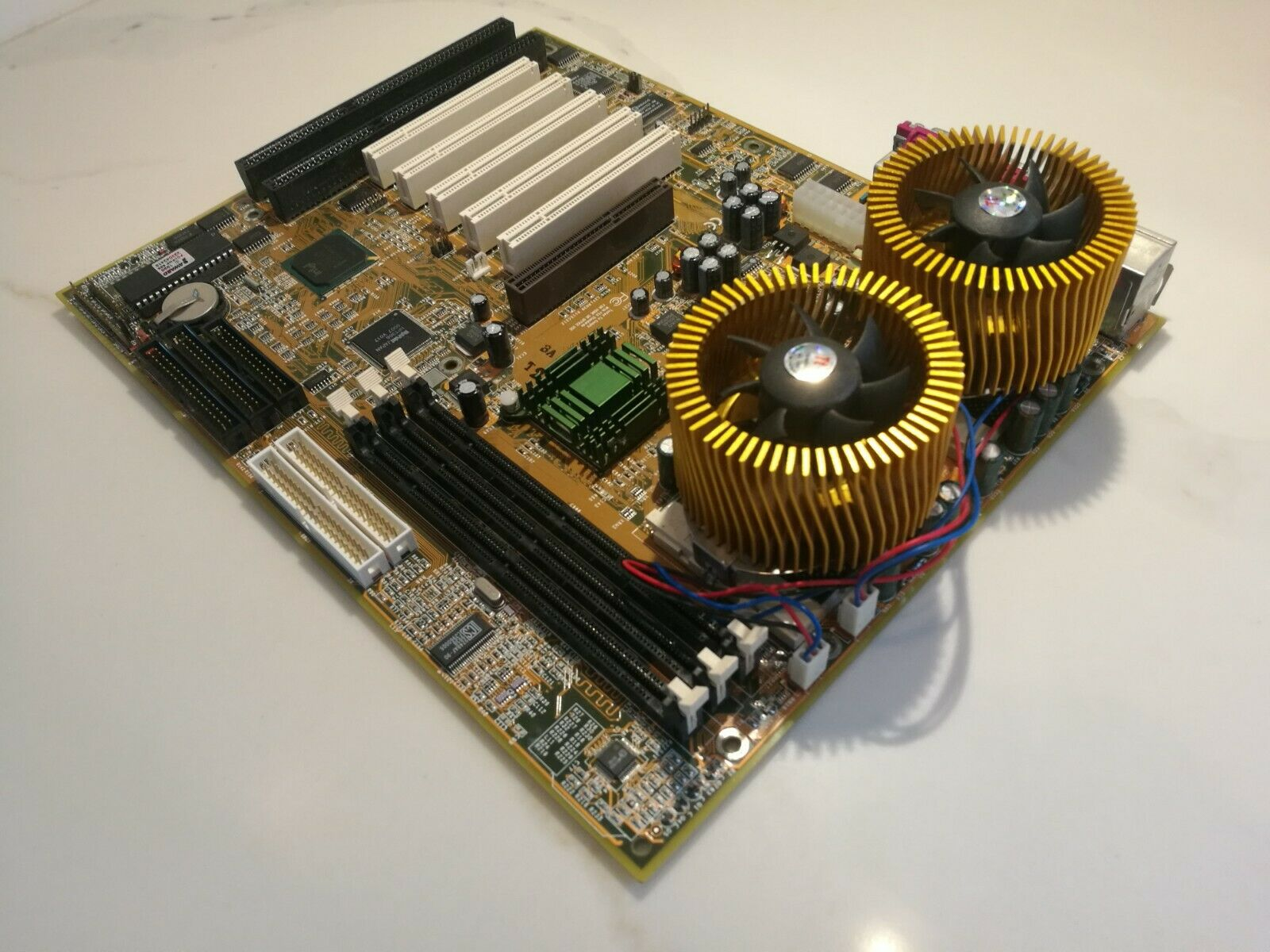
Két processzort támogató alaplap
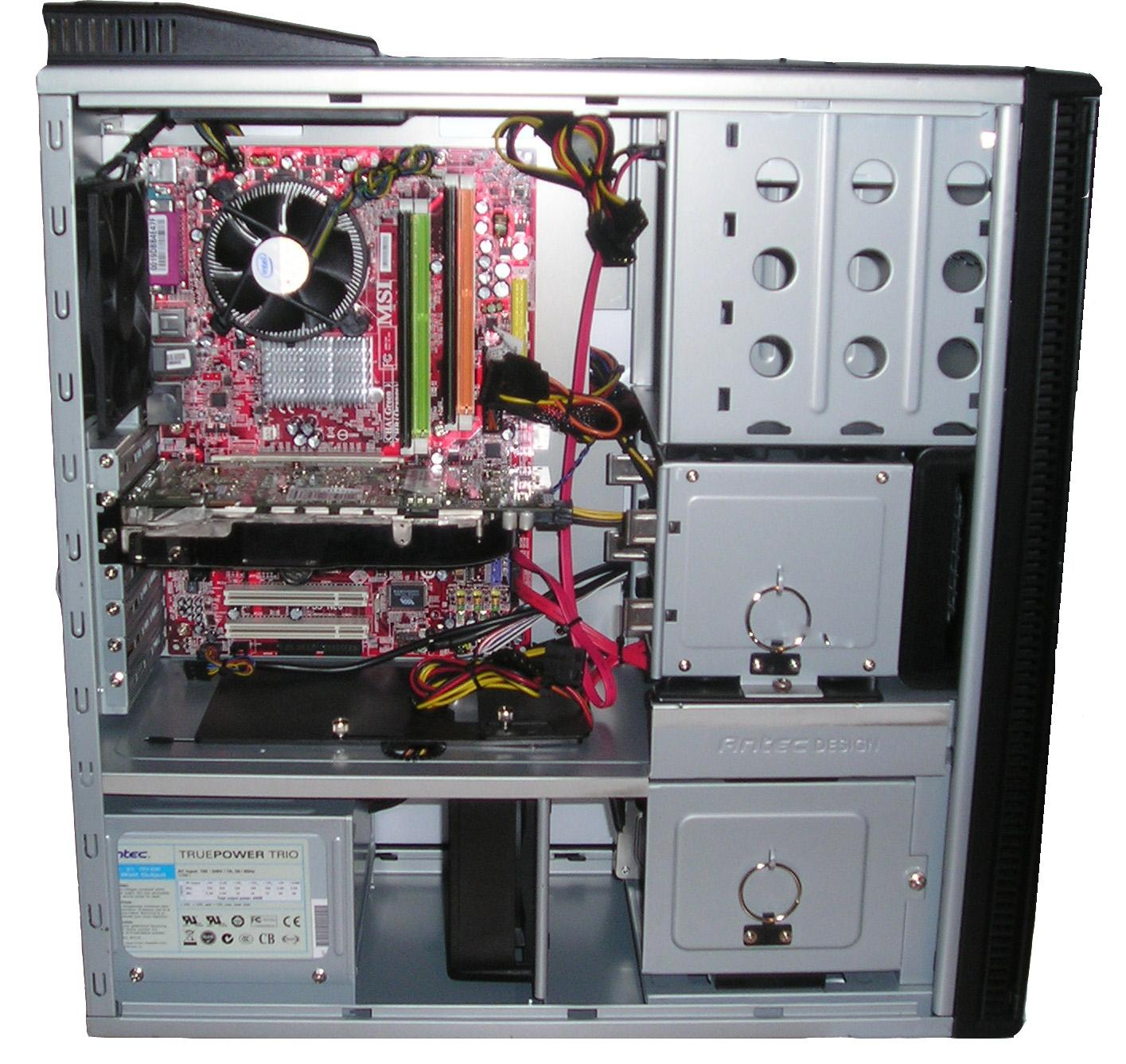
Alaplap beépítve egy gépházba